# イエセ (18世紀のクサニ公)
イエセ・クスニス・エリスタヴィ（グルジア語: იესე ქსნის ერისთავი、グルジア語ラテン翻字: Iese Ksnis Eristavi、1745年没）は、18世紀前半のカルトリ王国の政治家。クサニ公国のエリスタヴィ。

## 生涯
イエセは1736年から1741年にかけて、兄のシャンシェとともに「クサニ公国の反乱」を主導した。当時のカルトリはアフシャール朝ペルシャが支配し、特にナーディル・シャーの支配期（1736年–1747年）には重い税負担が課されていた。この「クサニ公国の反乱」も、アフシャール朝の支配に抵抗するものであった。
最終的に、クサニ公国の反乱は鎮圧された。その後イエセはペルシャに召喚され、ナーディル・シャーの命令により投獄された。イエセは1745年、カルトリへの帰還途中で死去した。